# All Elite Wrestling
All Elite Wrestling, LLC (AEW) är ett amerikansk fribrottningsföretag grundat 2019 av entreprenörerna Shahid Khan och hans son Tony Khan, med Shahid som dess huvudsaklige investerare och Tony som dess grundare och VD. De professionella fribrottarna Cody Rhodes, Matt och Nick Jackson och Adam Page, kollektivt kända som "The Elite", var företagets inledningsvis enda kontrakterade atleter. 
Sedan den 2 oktober 2019 har AEW producerat ett två timmar långt tv-program vid namn AEW Dynamite som direktsänds på TBS i USA. Sedan den 13 augusti 2021 sänder de även ett en timmes långt program vid namn AEW Rampage som sänds förinspelat på TNT. CBS Sports har beskrivit AEW som "det första företaget med ett stort ekonomiskt stöd som kan konkurrera med WWE på en betydande nivå, på nästan två decennier".

## Historia

### Bakgrund
I maj 2017 kommenterade fribrottningsjournalisten Dave Meltzer att det amerikanska fribrottningsföretaget Ring of Honor (ROH) inte kunde sälja 10 000 biljetter till ett fribrottningsevenemang. Kommentaren besvarades snabbt av de professionella fribrottarna Cody Rhodes och The Young Bucks, som då agerade toppstjärnor tecknade under ROH och var goda vänner både inom och utanför den professionella fribrottningen som en del av gruppen Bullet Club (och senare The Elite). De marknadsförde och höll ett oberoende fribrottningsevenemang vid namn All In i september 2018, med brottare både från ROH samt andra organisationer. Evenemanget sålde slut på 30 minuter och hade den största publiken till en professionell fribrottningsshow i Amerika som hållits och anordnats av arrangörer orelaterade till WWE eller World Championship Wrestling (WCW) sedan 1993. Evenemanget deltogs av totalt 11 263 personer. Showen hyllades och ledde till flera spekulationer online om att Cody och The Young Bucks skulle utvidga sina ambitioner och skapa sin egen professionella fribrottningsshow, eller alternativt göra en andra All In-show. Flera personer inom tv-industrin var också mycket imponerade av showen.

### Grundandet av AEW
Den 5 november 2018 registrerades flera varumärken i Jacksonville, Florida, vilka indikerade lanseringen av All Elite Wrestling. De varumärken som registrerades inkluderade All Elite Wrestling, AEW All Out, All Out, AEW, Double or Nothing, Tuesday Night Dynamite, AEW Double or Nothing samt flera logotyper. I december 2018 lämnade Cody, The Young Bucks och flera andra brottare ROH. Det officiella tillkännagivandet av AEW kom vid midnatt, Pacific Time, den 1 januari 2019 i ett avsnitt av Being the Elite, en Youtube-webbserie skapad av och med The Elite. I avsnittet presenterades även Double or Nothing, AEW:s invigande event och uppföljaren till All In.
Den 2 januari 2019 tecknade Cody och The Young Bucks officiellt avtal med All Elite Wrestling som fribrottare samt vice verkställande direktörer, medan entreprenören, fotbollsledaren och den långvarige fribrottningsentusiasten Tony Khan tillkännagavs som företagets president. Tony och hans far, Shahid, hade enligt uppgifter givit stöd för kampanjen som ledande investerare. Khans var redan tidigare miljardärer och delägare för Jacksonville Jaguars och Fulham FC.
Codys fru, Brandi Rhodes, tillkännagavs som företagets Chief Brand Officer den 3 januari 2019. Den 8 januari 2019 höll företaget sin inledande presskonferens vid fotbollsstadion TIAA Bank Field, där de presenterade flera talanger som skulle bli del av kampanjen, inklusive tidigare ROH teamet SoCal Uncensored (Christopher Daniels, Scorpio Sky och Frankie Kazarian), "Hangman" Adam Page, oberoende brottare Dr. Britt Baker och Joey Janela samt tidigare WWE-brottare Pac och Chris Jericho. De tillkännagav också ett samarbetsförhållande med den kinesiska professionella fribrottningskampanjen Oriental Wrestling Entertainment (OWE).
Den 7 februari 2019 höll gruppen en presskonferens där biljetter släpptes till Double or Nothing. Vid denna konferens tillkännagavs även fler fribrottare, däribland Kenny Omega som en brottare samt företagets fjärde vice verkställande direktör, och även undertecknandet av Lucha Brothers ( Pentagón Jr. och Rey Fénix ), Best Friends (Trent Beretta och Chuck Taylor) och ett partnerskap med den mexikanska marknadsföreningen Lucha Libre AAA Worldwide (AAA).

### Tidig historia
Den 15 maj 2019 tillkännagav AEW och WarnerMedia en överenskommelse om en veckobaserad sändningstid live på TNT:s nätverk, som tidigare sände WCW:s Monday Nitro under Monday Night Wars (1995–2001). CBS Sports beskriver senare AEW som "det första företaget med ett stort ekonomiskt stöd som kan konkurrera med WWE på en betydande nivå, på nästan två decennier".
Den 25 maj 2019 producerade AEW sin första pay-per-view (PPV) någonsin, Double or Nothing. Det ägde rum på MGM Grand Garden Arena och inkluderade även debuten av fribrottaren Jon Moxley. Under showen presenterade även elitfribrottaren och veteranen Bret Hart organisationens officiella världsmästerskapsbälte.
Under sommaren producerade AEW ytterligare två uppföljande evenemang, namngivna "Fyter Fest" i juni och "Fight for the Fallen" i juli.
Den 31 augusti 2019 producerade AEW sitt dittills andra pay-per-view-evenemang All Out. Vid evenemanget presenterades företagets kvinnliga världsmästerskapsbälte. I huvudtävlingen besegrade Chris Jericho motståndaren "Hangman" Adam Page för att därmed bli den första världsmästaren inom AEW.
Den 19 september 2019 listade TNT:s webbplats officiellt showen som AEW Dynamite. En förshow på en timme var också planerad till 1 oktober 20.00.
Den 2 oktober 2019 debuterade Dynamite på TNT och hade i genomsnitt 1,4 miljoner tittare, vilket gjorde det till den största tv-debut på TNT på fem år. Den 2 oktober skulle även WWE:s NXT göra sin två timmar långa debut på USA Network och hade då i genomsnitt 891 000 tittare. Dynamite konkurrerade därav ut NXT i tittarsiffror och mer än fördubblade sin konkurrents siffror på vuxna tittare i åldrarna 18-49 år, med ett antal på 878 000 jämfört med NXT:s 414 000. Detta skulle också komma att markera starten på "Wednesday Night Wars". Före och efter showerna filmades även matcher för att sändas på AEW Dark under nästkommande tisdagar (bortsett från under pay-per-view-evenemang, där episoderna istället sänds på fredagar) på AEW:s Youtube-kanal.
Den 9 november 2019 producerade AEW sitt tredje pay-per-view-evenemang, Full Gear. I huvudtävlingen besegrade Jon Moxley motståndaren Kenny Omega i en så kallad Lights Out-match.
Den 15 januari 2020 tillkännagav WarnerMedia och AEW en förlängning av kontraktet, motsvarande 175 miljoner dollar, för att Dynamite fortsatt skulle sändas på TNT fram till 2023, samt att AEW skulle lansera en kommande andra TV-veckoshow.
Den 19 februari 2020 nådde AEW ett nytt mediarättighetsavtal med det tyska medieföretaget Sky Deutschland (som redan innan sänt shower från WWE och Impact Wrestling) om att sända AEW:s pay-per-views på Sky Select Event.
När andra sportevenemang avbokades och uppskjutningar tillkännagavs i mars 2020 började AEW påverkas av den amerikanska början av COVID-19-pandemin. Efter inställandet av NBA-säsongen 2019-20, efter att två spelare testat positivt från viruset, hölls den 18 mars showen Dynamite helt utan åskådare på Daily's Place i Jacksonville, Florida. Double or Nothing, som var tänkt att äga rum den 23 maj, ställdes officiellt in den 8 april av MGM Grand Garden Arena då de beslutat att avbryta samtliga evenemang fram till 31 maj till följd av pandemin. Den 12 mars sattes delstaten Nevada i ett undantagstillstånd och förbjöd därmed alla offentliga sammankomster på obestämd tid. Som svar gick AEW ut med att Double or Nothing fortfarande skulle fortsätta som planerat, men istället utfärdat på Daily's Place, med TIAA Bank Field Stadium som arena för huvudevenemangsmatchen. Tillkännagivandet bekräftade också att en tredje Double or Nothing-show skulle utgå från MGM Grand Garden Arena den 29 maj 2021.
Den 13 april tillkännagav Floridas guvernör, Ron DeSantis, AEW och WWE som viktiga företagsverksamheter för statens ekonomi och sammanställde därmed ett undantag för anställda inom "professionell sport- och medieproduktion" som bedrivs stängd för allmänheten med en nationell publik. I en intervju på podcasten AEW Unrestricted erkände Tony Khan att pandemin har berövat AEW miljontals dollar i intäkter från dess inställda liveevenemang.
AEW har en träningsanläggning vid namn Nightmare Factory. Anläggningen drivs av QT Marshall, som även agerar tränare.
Den 3 augusti 2020 släppte leksaksproducenten Jazwares den första uppsättningen av AEW:s egna actionfigurer och leksaker.
Den 20 augusti tillkännagav AEW att fans återigen kunde återvända till liveevenemang, enligt riktlinjer från Centers for Disease Control and Prevention. Detta utifrån att omständigheterna reglerades, bland annat genom bärande av masker, fysiska avstånd och temperaturkontroller. Från och med deras avsnitt av Dynamite den 27 augusti tillät de upp till 10 procents åskådarkapacitet på Daily's Place och upp till 15 procents kapacitet på All Out.
Den 10 november tillkännagavs AEW Games, företagets varumärke för datorspel. Under presentation avslöjade AEW att tre individuella spel är under utveckling, nämligen AEW Casino: Double or Nothing och AEW Elite GM för mobila enheter, samt ett konsolspel utan namn utvecklat av den tidigare WWE 2K-utvecklaren Yuke's.

## Shower och världsmedia
Den 8 maj 2019 skrev AEW ett kontrakt med det brittiska medieföretaget ITV plc om att sända AEW:s program på ITV4, med pay-per-views via ITV Box Office. Första showen skulle vara Double or Nothing och visas 25 maj 2019. Efter att ITV Box Office stängde sin produktion i januari 2020, har dock Storbritannien inte längre tillgång till företagets pay-per-views via ITV.
AEW laddar upp serier vid namn "Road to ..." och "Countdown to ..." på sin officiella Youtube-kanal före deras Dynamite-shower och pay-per-view-evenemang. Videorna består av intervjuer, videopaket och backstage-segment.
I november 2019 tillkännagavs att AEW Bash at the Beach – ett nio dagar långt serie evenemang, innehållande två avsnitt av Dynamite, inkluderat en på Chris Jericho's Rock 'N' Wrestling Rager at Sea – skulle återlanseras.
| Program      | Sändningsdatum       | Originalnätverk | Anteckningar                                                                                                |
| ------------ | -------------------- | --------------- | --- |
| AEW Dynamite | 2 oktober 2019 – nu  | TNT             | AEW:s huvudshow.                                                                                            |
| AEW Rampage  | 13 augusti 2021 — nu | TNT             | AEW:s sekundära program som sänds förinspelat på fredagar.                                                  |
| AEW Dark     | 8 oktober 2019 – nu  | Youtube         | Innehåller inspelade matcher som hålls intill Dynamite-inspelningar, som publiceras på AEW:s YouTube-kanal. |

### Evenemang
AEW pay-per-view är tillgängliga via B/R Live i USA och Kanada och via FITE TV internationellt. Utöver det finns AEW:s pay-per-view's tillgängliga via traditionella PPV-försäljningsställen i USA och Kanada och publiceras av alla större satellitleverantörer. 

## Mästerskap
| Mästerskap                      | Nuvarande mästare                                          | Datum            | Anteckningar |
| ------------------------------- | ---------------------------------------------------------- | ---------------- | --- |
| AEW World Championship          | Swerve Strickland                                          | 21 april 2024    | Besegrade Samoa Joe vid AEW:s årliga event Dynasty. |
| AEW TNT Championship            | Jack Perry                                                 | 30 juni 2024     | Besegrade Konosuke Takeshita, Mark Briscoe, Dante Martin, Lio Rush och El Phantasmo i en Ladder-match för att vinna den lediga titeln på Forbidden Door. Den tidigare mästaren Adam Copeland fråntogs titeln på grund av skada. |
| AEW International Championship  | MJF (Maxwell Jacob Friedman)                               | 17 juli 2024     | Besegrade Will Ospreay på Dynamite 250. Den 24 juli döpte MJF inofficiellt om titeln till AEW American Championship. |
| AEW Continental Championship    | Kazuchika Okada                                            | 20 mars 2024     | Besegrade Eddie Kingston på Dynamite. |
| AEW Women's World Championship  | Toni Storm                                                 | 19 november 2023 | Besegrade Hikaru Shida på Full Gear. |
| AEW TBS Championship            | Mercedes Moné                                              | 26 maj 2024      | Besegrade Willow Nightingale på Double or Nothing. |
| AEW World Tag Team Championship | The Young Bucks (Matthew Jackson & Nicholas Jackson)       | 21 april 2024    | Besegrade FTR (Dax Harwood och Cash Wheeler) i en Ladder-match på Dynasty, som var en turneringsfinal för den lediga titeln. Tidigare mästarna Sting och Darby Allin lämnade titeln på grund av Stings pensionering.            |
| AEW Trios Championship          | The Patriarchy (Christian Cage, Killswitch och Nick Wayne) | 20 juli 2024     | Besegrade Bang Bang Gang (bestående av Juice Robinson, Austin Gunn och Colten Gunn) på Collision efter att Bang Bang Gang (bestående av Jay White och The Gunns) fråntogs titeln på grund av Whites skada.                      |
| FTW Championship                | Chris Jericho                                              | 21 april 2024    | Besegrade Hook i en FTW Rules-match på Dynasty. |